# Aït Amira
Aït Amira (en àrab آيت اعميرة, Ayt Aʿmīra; en amazic ⴰⵢⵜ ⵄⵎⵉⵔⴰ) és una comuna rural de la província de Chtouka-Aït Baha, a la regió de Souss-Massa, al Marroc. Segons el cens de 2014 tenia una població total de 76.646 persones.